# Єленська Ребер
Єленська Ребер (словен. Jelenska Reber) — поселення в общині Літія, Осреднєсловенський регіон, Словенія. Висота над рівнем моря: 750,9 м.